# Морава филм
Морава филм Београд је било друштвено кинематографско предузеће са делатношћу дистрибуције кинематографских дела.
Основано је 1946. године.
Бавили су се увозом и дистрибуцијом страних кинематографских а и учествовали у производњи домаћих филмова.
Најпознатији домаћи филмски наслови у чијој реализацији су учествовали:
- Војникова љубав
- Луде године
- Двобој за јужну пругу
- Није него
- Другарчине
- Љубав и бијес
- Пријеки суд
- Лаф у срцу
- Берлин капут
- Савамала
- Тимочка буна
- Жикина династија 1 и 2
- Хајде да се волимо 1
- Халоа — празник курви
- Полтрон
- Урош блесави
- Атоски вртови — преображење итд.

Почетком ’90-их предузеће запада у тешку кризу услед распада СФРЈ и јединственог биоскопског тржишта, што ће касније утицати на пропаст предузећа и проглашење стечаја.